# Attaville, la véritable histoire des fourmis
Pour plus de détails, voir Fiche technique et Distribution.
Attaville, la véritable histoire des fourmis est un film franco-belge réalisé par Gerald Calderon et sorti en 1998.

## Synopsis
« Le monde des fourmis, décrit avec des précisions scientifiques, apparaît, à la manière d'une fable, comme une réduction des sociétés humaines ».

## Fiche technique
- Titre : Attaville, la véritable histoire des fourmis
- Réalisation : Gerald Calderon
- Scénario : Gerald Calderon et Christian Peeters
- Commentaire : Jean-Claude Carrière, dit par François Marthouret
- Photographie : Claude Parisot
- Montage : Florence Ricard
- Musique : Éric Mauer
- Son : Henri Morelle
- Mixage : Philippe Baudhuin
- Production : Les Productions Philippe Dussart - Image Création
- Pays de production :  France -  Belgique
- Genre : documentaire
- Durée : 75 minutes
- Date de sortie : France - 21 janvier 1998